# Challenger de Saint-Brieuc 2023
El torneo Open Saint-Brieuc 2023, denominado por razones de patrocinio Open Saint-Brieuc Armor Agglomération fue un torneo de tenis perteneció al ATP Challenger Tour 2023 en la categoría Challenger 75. Se trató de la 18.ª edición, el torneo tuvo lugar en la ciudad de Saint-Brieuc (Francia), desde el 20 hasta el 26 de marzo de 2023 sobre pista dura bajo techo.

## Jugadores participantes del cuadro de individuales
| Favorito | País                 | Jugador                  | Rank1 | Posición en el torneo |
| -------- | -------------------- | ------------------------ | ----- | --------------------- |
| 1        | Bandera de Francia   | Antoine Escoffier        | 197   | Cuartos de final      |
| 2        | Bandera de Australia | Li Tu                    | 211   | Primera ronda         |
| 3        | Bandera de Francia   | Evan Furness             | 223   | Semifinales           |
| 4        | Bandera de Portugal  | Frederico Ferreira Silva | 226   | Segunda ronda         |
| 5        | Bandera de Bélgica   | Gauthier Onclin          | 228   | Segunda ronda         |
| 6        | Bandera de Bélgica   | Raphaël Collignon        | 238   | Primera ronda         |
| 7        | Bandera de Francia   | Harold Mayot             | 251   | Cuartos de final      |
| 8        | Bandera de Lituania  | Ričardas Berankis        | 253   | CAMPEÓN               |

- 1 Se ha tomado en cuenta el ranking del 13 de marzo de 2023.

### Otros participantes
Los siguientes jugadores recibieron una invitación (wild card), por lo tanto ingresan directamente al cuadro principal (WC):
- Antoine Ghibaudo
- Sascha Gueymard Wayenburg
- Pierre-Hugues Herbert

Los siguientes jugadores ingresan al cuadro principal tras disputar el cuadro clasificatorio (Q):
- Constantin Bittoun Kouzmine
- Mathias Bourgue
- Jurgen Briand
- Mark Lajal
- Lucas Poullain
- Alexandre Reco

## Campeones

### Individual Masculino
- Ričardas Berankis derrotó en la final a  Dan Added, 6–3, 6–7(3), 7–6(5)

### Dobles Masculino
- Dan Added /  Albano Olivetti derrotaron en la final a  Patrik Niklas-Salminen /  Bart Stevens, 4–6, 7–6(7), [10–6]